# Baumhaueria goniaeformis
Baumhaueria goniaeformis là một loài ruồi trong họ Tachinidae.